# Persone di cognome Santos
| Questa pagina contiene informazioni ricavate automaticamente dalle voci biografiche con l'ausilio del template Bio e di un bot. L'aggiornamento è periodico e automatico e ricostruisce completamente la pagina. Se manca una persona in questa lista, sei pregato di non aggiungerla, ma accertati piuttosto che la sua voce biografica contenga il template Bio e che i dati anagrafici siano correttamente compilati. Se il template Bio manca, inseriscilo tu stesso o, in alternativa, metti l'avviso {{tmp\|Bio}} che ne segnala la mancanza. Se i dati riportati sono sbagliati, correggi direttamente la voce biografica; le modifiche saranno visibili in questa lista entro pochi giorni. Per chiarimenti vedi il progetto antroponimi. La lista contiene solo le 69 persone che sono citate nell'enciclopedia e per le quali è stato implementato correttamente il template Bio. Pagina aggiornata al 23 apr 2025. |

Questa è una lista di persone presenti nell'enciclopedia che hanno il cognome Santos, suddivise per attività principale.

## Allenatori di calcio(3)
- Marcelinho Paraíba, allenatore di calcio e ex calciatore brasiliano (Campina Grande, n. 1975)
- Álvaro Santos, allenatore di calcio e ex calciatore brasiliano (San Paolo, n. 1980)
- Benjamín Santos, allenatore di calcio e calciatore argentino (Cafferata, n. 1924 - La Coruña, † 1964)

## Artisti marziali misti(1)
- Evangelista Santos, artista marziale misto brasiliano (Curitiba, n. 1977)

## Attori(5)
- Al Santos, attore e modello statunitense (New York, n. 1976)
- Davi Santos, attore brasiliano (Rio de Janeiro, n. 1990)
- Joe Santos, attore statunitense (New York, n. 1931 - Santa Monica, † 2016)
- Nico Santos, attore statunitense (Manila, n. 1979)
- Pablo Santos, attore messicano (Monterrey, n. 1987 - Toluca, † 2006)

## Attrici(2)
- Bianca Santos, attrice e produttrice cinematografica statunitense (Santa Monica, n. 1990)
- Lucélia Santos, attrice e regista brasiliana (Santo André, n. 1957)

## Calciatori(25)
- Caíco, ex calciatore brasiliano (Porto Alegre, n. 1974)
- Dadá Maravilha, ex calciatore brasiliano (Rio de Janeiro, n. 1943)
- Deleu, calciatore brasiliano (Penedo, n. 1984)
- Djalma Santos, calciatore brasiliano (San Paolo, n. 1929 - Uberaba, † 2013)
- Gabriel Rodrigues dos Santos, ex calciatore brasiliano (San Paolo, n. 1981)
- Edu Manga, ex calciatore brasiliano (Osasco, n. 1967)
- Paulo Santos, ex calciatore brasiliano (Porto Alegre, n. 1960)
- Rogério Pinheiro dos Santos, ex calciatore brasiliano (Angra dos Reis, n. 1972)
- Ademir Santos, ex calciatore giapponese (Bahia, n. 1968)
- Antônio Carlos Santos, ex calciatore brasiliano (Rio de Janeiro, n. 1964)
- Cláudio Batista dos Santos, ex calciatore brasiliano (n. 1967)
- Cícero Santos, ex calciatore brasiliano (Castelo, n. 1984)
- Ethan Santos, calciatore gibilterriano (Gibilterra, n. 1998)
- Flavio Santos, calciatore messicano (Jalisco, n. 1987)
- Gustavo Henrique Santos, calciatore brasiliano (Catanduva, n. 1999)
- Héctor Santos, calciatore uruguaiano (n. 1944 - † 2019)
- Jacinto Santos, calciatore portoghese (Matosinhos, n. 1941 - Anversa, † 2023)
- Léo Santos, calciatore brasiliano (San Paolo, n. 1998)
- Leslie Santos, ex calciatore e ex giocatore di calcio a 5 hongkonghese (Hong Kong, n. 1967)
- Moisés Ribeiro Santos, calciatore brasiliano (Salvador, n. 1991)
- Osvaldo Norberto Santos, ex calciatore argentino (Bahía Blanca, n. 1953)
- Rafael Santos, calciatore argentino (Buchardo, n. 1942 - Junín, † 2017)
- Welington, calciatore brasiliano (San Paolo, n. 2001)
- Yogan Santos, ex calciatore gibilterriano (Gibilterra, n. 1985)
- Washington César Santos, calciatore brasiliano (Valença, n. 1960 - Curitiba, † 2014)

## Cantanti(5)
- MC Livinho, cantante brasiliano (San Paolo, n. 1994)
- Argentina Santos, cantante portoghese (Lisbona, n. 1924 - Lisbona, † 2019)
- Isaura Santos, cantante e compositrice portoghese (Gouveia, n. 1989)
- Jay Santos, cantante colombiano (Bogotà, n. 1988)
- Nico Santos, cantante e cantautore tedesco (Brema, n. 1993)

## Cantautori(2)
- Romeo Santos, cantautore e produttore discografico statunitense (New York, n. 1981)
- Matthew Santos, cantautore statunitense (Minneapolis, n. 1982)

## Cardinali(1)
- Rufino Jiao Santos, cardinale e arcivescovo cattolico filippino (Guagua, n. 1908 - Manila, † 1973)

## Cestisti(2)
- Mike Santos, cestista statunitense (Los Angeles, n. 1956 - Riverdale, † 2008)
- Melitón Santos, cestista filippino (n. 1928 - † 1999)

## Compositori(1)
- Luciano Xavier Santos, compositore portoghese (Lisbona, n. 1734 - Lisbona, † 1808)

## Generali(1)
- Alejo Santos, generale e politico filippino (Bustos, n. 1911 - Quezon City, † 1984)

## Giocatori di calcio a 5(2)
- Andrés Santos, ex giocatore di calcio a 5 argentino (Quilmes, n. 1988)
- Ari Santos, ex giocatore di calcio a 5 brasiliano (San Paolo, n. 1982)

## Giocatori di football americano(4)
- Cairo Santos, giocatore di football americano brasiliano (Limeira, n. 1991)
- Gerson Santos, ex giocatore di football americano e allenatore di football americano brasiliano
- Raiam Santos, ex giocatore di football americano brasiliano (Vila da Penha)
- Rodolfo Santos, giocatore di football americano brasiliano (n. 1987)

## Hockeisti su pista(1)
- Hugo Santos, hockeista su pista portoghese (São João da Madeira, n. 2000)

## Modelle(2)
- Kimberley Santos, modella statunitense (Guam, n. 1961)
- Riza Santos, modella e personaggio televisivo canadese (Calgary, n. 1987)

## Nuotatori(1)
- Gabriel Santos, nuotatore brasiliano (San Paolo, n. 1996)

## Pallavoliste(1)
- Karla Santos, pallavolista portoricana (Manatí, n. 1997)

## Pattinatrici di short track(1)
- Kristen Santos-Griswold, pattinatrice di short track statunitense (Fairfield, n. 1994)

## Percussionisti(1)
- Juma Santos, percussionista statunitense (Massachusetts, n. 1947 - Chicago, † 2007)

## Politici(3)
- George Santos, politico statunitense (n. 1988)
- José Domingues dos Santos, politico e giurista portoghese (Lavra, n. 1885 - Porto, † 1958)
- Máximo Santos, politico uruguaiano (Canelones, n. 1847 - Buenos Aires, † 1889)

## Rapper(1)
- Arcángel, rapper e cantante statunitense (New York, n. 1985)

## Registi(1)
- Enrique Santos, regista spagnolo (Valencia, n. 1883 - † 1925)

## Scrittrici(1)
- Ana Eduarda Santos, scrittrice portoghese (Lisbona, n. 1983)

## Scultori(1)
- Francisco dos Santos, scultore, pittore e calciatore portoghese (Sintra, n. 1878 - Lisbona, † 1930)

## Tennisti(1)
- Pablo Santos, tennista spagnolo (Granada, n. 1984)